# Lecompton (Kansas)
Lecompton é uma cidade localizada no estado americano de Kansas, no Condado de Douglas.

## Demografia
Segundo o censo americano de 2000, a sua população era de 608 habitantes.
Em 2006, foi estimada uma população de 649, um aumento de 41 (6.7%).

## Geografia
De acordo com o United States Census Bureau tem uma área de
2,5 km², dos quais 2,3 km² cobertos por terra e 0,2 km² cobertos por água.

## Localidades na vizinhança
O diagrama seguinte representa as localidades num raio de 24 km ao redor de Lecompton.